# Robert-Schlienz-Stadion
Das Robert-Schlienz-Stadion ist ein Fußballstadion im Stuttgarter Stadtbezirk Bad Cannstatt. Das 5000 Stehplätze bietende Stadion war bis 2008 und von 2016 bis 2024 die Heimspielstätte des VfB Stuttgart II. Außerdem spielen hier die A- und B-Jugendlichen des Vereins. Die Anlage befindet sich im Neckarpark auf dem VfB-Vereinsgelände im Schatten der MHPArena, direkt neben der Geschäftsstelle des Vereins in der Mercedesstraße.

## Geschichte
Das Stadion wurde in den Jahren 1981/82 im Rahmen des Neubaus des VfB-Clubzentrums errichtet und hieß  Amateur-Stadion. Den heutigen Namen erhielt das Stadion kurz nach dem Tod des VfB-Idols Robert Schlienz im Juni 1995. Am Sonntag, dem 25. Juni 1995, trug die damalige B-Jugend des VfB Stuttgart im Achtelfinale um die Deutsche B-Jugendmeisterschaft gegen Eintracht Frankfurt das erste Spiel im umbenannten Stadion aus.
Im Jahr 2001 erhielt das den DFB-Anforderungen für Regionalliga-Spiele entsprechende Stadion eine neue 400-Lux-Flutlichtanlage. Da es den Anforderungen für die 3. Liga nicht entsprach, trug der VfB Stuttgart II seine Heimspiele ab 2008/09 im Gazi-Stadion auf der Waldau aus. Nach dem Abstieg aus der 3. Liga in die Regionalliga Südwest fanden ab der Saison 2016/17 wieder Heimspiele im Robert-Schlienz-Stadion statt.
Nach dem Aufstieg des VfB Stuttgart II in die 3. Fußball-Liga 2024/25 trägt die Mannschaft ihre Spiele in der WIRmachenDRUCK Arena, Spielstätte der SG Sonnenhof Großaspach, im 30 km entfernten Aspach aus, da das Schlienz-Stadion nicht für die 3. Liga tauglich ist.